# St. Georg (Berka vor dem Hainich)

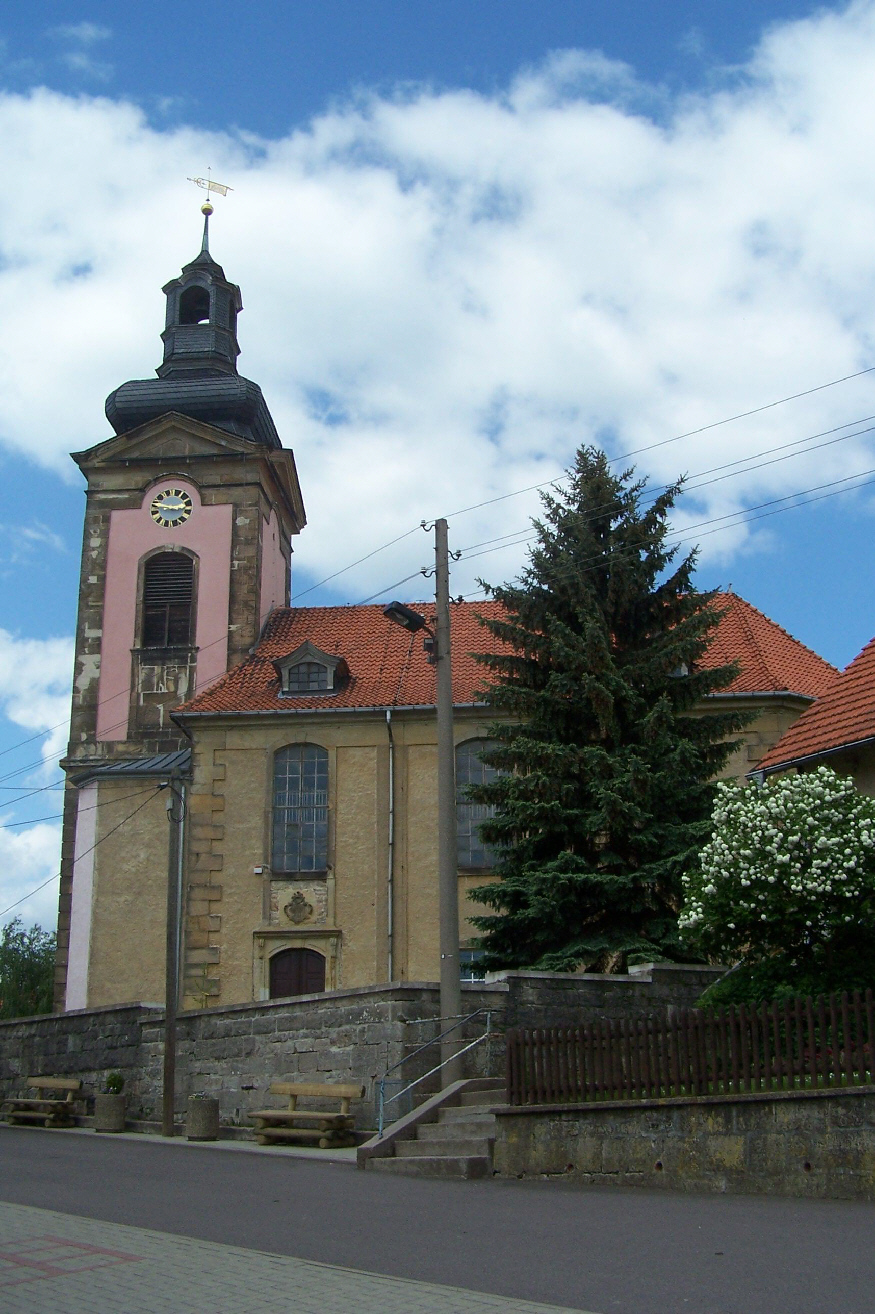
Die Kirche

Die evangelisch-lutherische Dorfkirche St. Georg steht in der Gemeinde Berka vor dem Hainich im Wartburgkreis in Thüringen.

## Geschichte
1752 wurde diese Dorfkirche im Rokokostil gebaut. 2001 war es erforderlich, einen Förderverein zu gründen, um den geplanten Erhalt und die Sanierung des Gotteshauses tragfähig zu gestalten.
Bereits 1997 erhielt die Kirchgemeinde für die Sicherung und Neubeschieferung des Turmes 500.000 Euro Fördermittel. Es folgte dann die Restaurierung mittelalterlicher Schnitzplastiken sowie die Ausbesserung der Stuckdecke, der Emporen, der Orgel und des Kanzelaltars.
Im Ergebnis dieser Gemeinschaftsarbeit und mittels der Fördermittel wurden neue Freundschaften geschlossen und die Kirche glanzvoll instand gesetzt.